# Laurence Pieau
Pour l’article ayant un titre homophone, voir Piot.
Laurence Pieau, née le 21 juin 1966 à Rochefort (Charente-Maritime), est une journaliste française, directrice de la rédaction du magazine Closer.

## Biographie
Fille d’un militaire et d’une secrétaire, lycéenne à Sceaux, puis étudiante en droit à la Sorbonne, elle commence sa carrière en 1988 au Figaro Magazine, où elle est reporter jusqu'en novembre 1995, date à laquelle elle intègre la rédaction de Voici, dont quelques années plus tard, elle devient chef des informations, puis rédactrice en chef adjointe.
En 2001, elle intègre la rédaction de France Dimanche, en qualité de rédactrice en chef adjointe.
En 2003, elle se lance dans la création du magazine people Public, où elle est ensuite nommée à la rédaction en chef avec Nicolas Pigasse, directeur de la rédaction.
En 2005, elle participe à la création de Closer.
En décembre 2012, elle est élue « figure de l'année » par The Observer,,.
En décembre 2015, elle devient également directrice de la rédaction de Télé Star et Télé Poche,.
En août 2019, elle annonce qu'elle quittera son poste de directrice des rédactions de Closer, Télé Star et Télé Poche, à la suite du rachat de l’ensemble des titres de Mondadori France par Reworld Media.

### Vie privée
Elle est mère d'un fils.

## Ouvrages
- Scoop story, Paris, First Édition, 23 octobre 2014, 304 p. (ISBN 978-2-7540-6854-3).
- avec François Vignolle, Laeticia, la vraie histoire, Paris, Éditions Plon, 18 octobre 2018, 288 p. (ISBN 978-2-259-26822-6).
- Tout le monde n'a pas la chance d'être vegan, HarperCollins, 2020.
- Angelina Jolie et Brad Pitt – Les secrets du divorce du siècle, avec Hervé Tropéa, Hachette Pratique, 2023.